# Yumi Lambert
Yumi Lambert est un mannequin belge, née à Bruxelles le 11 avril 1995.

## Biographie
Ses racines japonaises ont été mises en avant par la presse.
En 2010, elle signe un contrat dans l'agence de mannequins Dominique Models qui lui fait commencer une carrière à l'international quand elle a seize ans.
Depuis 2012, Yumi Lambert a notamment défilé pour Prada, Miu Miu, Rodarte, Yohji Yamamoto, Victoria's Secret ou encore Calvin Klein.
Début 2013, sa participation à une campagne de Chanel suscite des réserves dues à son jeune âge,.

## Notes et références

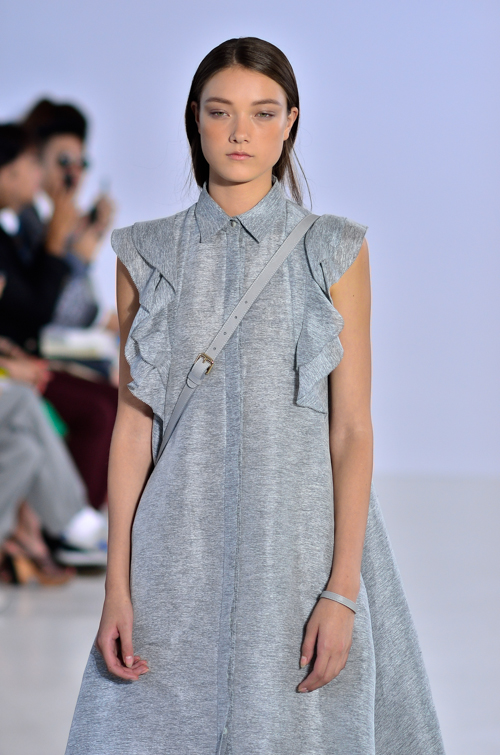
Yumi Lambert, 2014, New York